# Деменщина
Деме́нщина — деревня в Смоленском районе Смоленской области России. Входит в состав Михновского сельского поселения. Население — 37 жителей (2010 год).
Расположена в западной части области в 2 км к юго-западу от Смоленска, в 1 км севернее автодороги А141 Орёл — Витебск. В 5 км севернее деревни расположена железнодорожная станция Дачная-1 на линии Смоленск — Витебск.

## История
В годы Великой Отечественной войны деревня была оккупирована гитлеровскими войсками в июле 1941 года, освобождена в сентябре 1943 года.

## Русская православная церковь
- Храм в честь Николая Чудотворца[2][3]